# ارملا
ارملا (به عربی: ارملا) یک روستا در سوریه است که در استان ادلب واقع شده‌است و ۹۱۱ نفر جمعیت دارد.